# Municipios de Bolivia
Los municipios de Bolivia corresponden al tercer nivel de división administrativa dentro de la Organización territorial de Bolivia. Los municipios mediante agrupación conforman las provincias que se mantienen como nivel administrativo referencial. Algunas provincias contienen un solo municipio, los cuales ocupan el mismo territorio que la provincia. Hasta mayo de 2021, Bolivia poseía 340 municipios, de los cuales 11 municipios han optado por la Autonomía indígena originario campesina. Esta división corresponde al nivel administrativo denominado como local, siendo los precedentes el nivel departamental y el nivel nacional, cada uno con instancias de Gobierno independientes y de elección democrática.

## Municipios
Cada departamento de Bolivia, como segundo nivel de división administrativa, agrupa a los municipios bajo la figura de: Gobierno Autónomo Departamental elegido de manera democrática.
Los 340 municipios existentes hasta 2020 se agrupan de la siguiente manera:

### Departamento del Beni
19 municipios

### Departamento de Chuquisaca
29 municipios

### Departamento de Cochabamba
47 municipios

### Departamento de La Paz
87 municipios

### Departamento de Oruro
35 municipios

### Departamento de Pando
15 municipios

### Departamento de Potosí
41 municipios

### Departamento de Santa Cruz
56 municipios

### Departamento de Tarija
11 municipios

## Nuevos municipios
Por otra parte, los últimos trece municipios creados fueron:
- Chua Cocani en la provincia de Omasuyos, departamento de La Paz
- Huatajata en la provincia de Omasuyos, departamento de La Paz
- Huarina en la provincia de Omasuyos, departamento de La Paz
- Ckochas en la provincia de Linares, departamento de Potosí
- Shinahota en la provincia de Tiraque, departamento de Cochabamba
- Santiago de Huata en la provincia de Omasuyos, departamento de La Paz
- Villa Charcas en la provincia de Nor Cinti, departamento de Chuquisaca
- Humanata en la provincia de Camacho, departamento de La Paz
- Escoma en la provincia de Camacho, departamento de La Paz
- Alto Beni en la provincia de Caranavi, departamento de La Paz
- Cocapata en la provincia de Ayopaya, departamento de Cochabamba
- Chuquihuta Ayllu Jucumani en la provincia de Rafael Bustillo, departamento de Potosí
- San Pedro de Macha en la provincia de Chayanta, departamento de Potosí
- Escara en la Litoral, departamento de Oruro

En el departamento de Cochabamba existe al margen de los municipios el territorio indígena originario campesino de Raqaypampa, creado el 12 de julio de 2016.